# Llac Missoula
El Missoula fou un llac proglacial prehistòric a l'oest del que avui és Montana que va existir periòdicament al final de l'última edat glacial fa entre 15.000 i 13.000 anys. El llac mesurava uns 7,770 quilometres quadrats (3,000 sq mi) i contenia uns 2,100 quilometres cúbics (500 cu mi) d'aigua, la meitat del volum avui dia que conté el llac Michigan.
El Glacial Lake Missoula National Natural Landmark es troba a uns 110 quilòmetres (68 mi) al nord-oest de Missoula, Montana, a l'extrem nord de la vall de Camas Prairie, just a l'est de Montana Highway 382 i Macfarlane Ranch. Fou designat National Natural Landmark (monument natural nacional) l'any 1966 ja que s'hi conserven les grans ondulacions (que solen mesurar 25 a 50 peus (7.6 a 15.2 m) d'alt i 300 peus (91 m) de llarg) que va servir com un fort element de suport a l'afirmació de J Harlen Bretz que els Scablands de l'estat de Washington es van formar per inundacions cataclísmiques repetides durant uns dos milers d'anys, en lloc dels milions d'anys d'erosió que anteriorment es suposava que les van forma.
El llac va ser el resultat d'una presa de gel al Clark Fork causada per la invasió sud d'una llengua de l'inlandsis de Cordilleran al panhandle d'Idaho (a la ubicació actual de Clark Fork, Idaho, a l'extrem est del llac Pend Oreille). S'estima que l'alçada d'aquesta "presa de gel" usualment arribava als 610 metres (2,000 ft), inundant les valls de l'oest de Montana uns 320 quilometres (200 mi) cap a l'est. Va ser el llac més gran embassat de gel conegut fins ara.
El repetit trencament de la presa de gel provocà les inundacions Missoula cataclísmiques que van escombrar l'est de Washington i baixant pel congost del riu Columbia aproximadament 40 cops durant uns dos milers d'anys. L'efecte acumulat de les inundacions arrancaren uns 210 quilometres cúbics (50 cu mi) de loess, sediments i basalt de les scablands de l'est de Washington, transportant-los riu avall. Aquestes inundacions són destacables per produir canyons i altres grans característiques geològiques per mitjà de cataclismes en lloc de processos graduals continus.
A banda s'ha documentat que els dipòsits sedimentaris transportats per les inundacions Missoula del Pleistocè mitjà i inicial comprenen parts dels dipòsits fluvials glacials, coneguts informalment com la formació Hanford que es troben a parts dels Othello Channels, el congost del riu Columbia, Scabland, conca de Quincy, conca de Pasco, i la vall Walla Walla. L'edat d'aquests dipòsits es demostra per la presència de múltiples calitxos interglacials intercalats en aquests dipòsits glaciofluvials, seqüències de sediments amb magnetoestratigrafia normal i invertida, datació per luminescència estimulada òpticament i dics clàstics truncats disconformitats. Seguint aquests criteris, els geòlegs que estudien el Quaternari van estimar que la més antiga de les inundacions de Missoula del Plistocè es va produir abans d'1,5 milions d'anys. Els dipòsits glaciofluvials més antics del Plistocè dins de la formació Hanford són de naturalesa fragmentària perquè s'han erosionat repetidament i han sigut eliminats, en gran part, per les posteriors inundacions Missoula. Degut a la naturalesa fragmentària dels dipòsits glaciofluvials més antics, no es pot estimar de manera confiable la quantitat exacta d'inundacions Missoula més antigues, que s'anomenen antigues inundacions cataclísmiques, que es van produir durant el Plistocè. Tot i que probablement el llac Missoula fou l'origen de moltes de les antigues inundacions cataclísmiques, la naturalesa fragmentària dels dipòsits més antics dins de la formació Hanford fa molt difícil la determinació precisa de l'origen de les inundacions que la formaren.

## Geologia

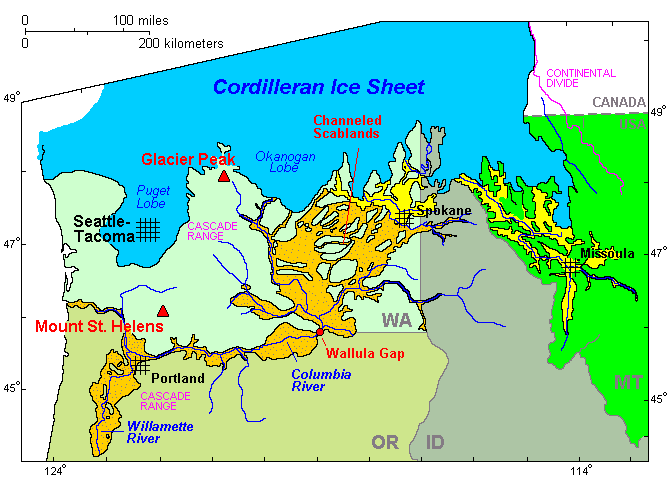
Inlandsis Cordilleran
Màxima extensió del llac Missoula (est) i el llac Glacial Columbia (oest)
Zones escombrades per les inundacions de Missoula i Columbia

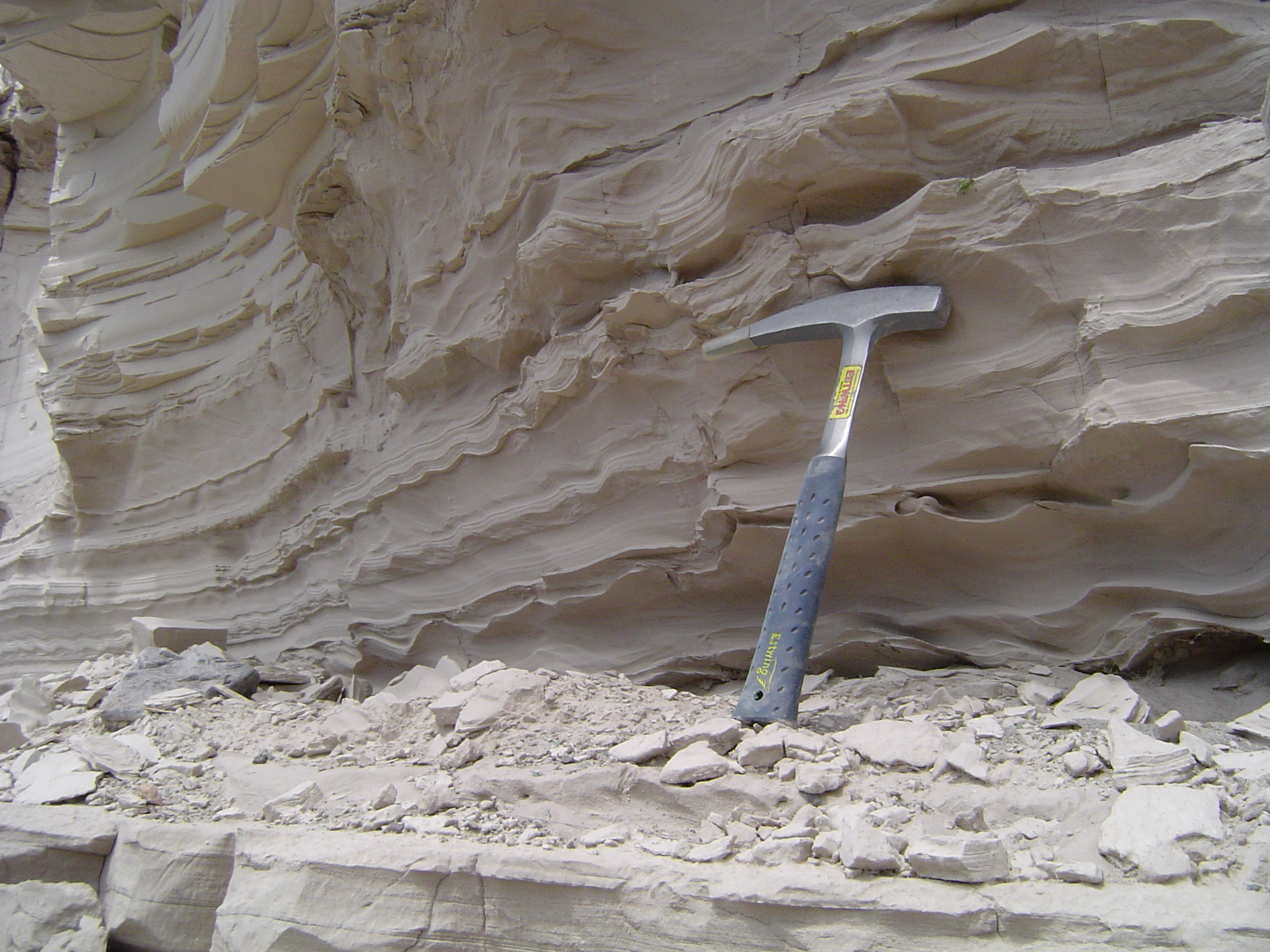
Sediment dipositat pel llac amb un martell com a referència.

### Presa de gel al riu Clark Fork
La capa de gel de la Cordilleran originada a la Colúmbia Britànica es va expandir per les muntanyes i cap al sud. Una llengua de gel va empènyer Purcell Valley o Purcell_Trench, arribant al sud més enllà del llac Pend Oreille. Aquesta llengua de Purcell va bloquejar la sortida natural del riu Clark Fork. Amb els seus afluents, Clark Fork representava el sistema fluvial més important de l'oest de Montana. La massa de gel que retingué i embassà el Clark Fork tenia una profunditat d'uns 2,000 peus (610 m) i una llargària d'almenys 10 milles; alguns diuen que es va estendre fins a 30 milles. La presa de gel va arribar a l'est per Clark Fork fins a Cabinet, Montana, i cap al sud al voltant de la muntanya fins a Bayview, Idaho, a l'extrem sud del llac Pend Oreille al Farragut State Park. Aquí la capa de gel es trobava a més de 2,000 peus (610 m) i 25 milles (40 km) al sud del llac Missoula.

### Nivells del llac

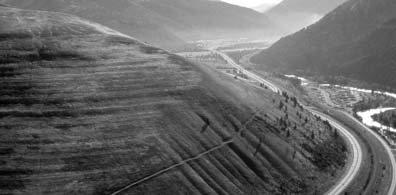
Les línies de tall d'onades marcades al pendent de l'esquerra a la foto. Aquests talls registren les antigues línies litorals del llac. Els barrancs sobre l'autopista són el resultat de l'erosió recent.

La conca de drenatge del Clark Fork és una xarxa de valls enmig d'altes serralades. El llac Missoula es va formar a llarg d'aquesta regió a l'oest de Montana. Rep el nom de la ciutat de Missoula, a la part alta de la conca del Clark Fork. Les muntanyes que envolten la ciutat mostren les línies de la línia del nivell llac fa gairebé 20.000 anys. En seu màxim apogeu la profunditat del llac Missoula va superar els 2,000 peus (610 m) i podria haver tingut 600 cu mi (2,500 km3) d'aigua, tant com els actuals llacs lErie i el Ontario plegats. La superfície ocupava 3,000 sq mi (7,770 km2) i la línia de la costa va assolir una elevació de 4,200 peus (1,300 m).
El llac ocupà la conca del Clark Fork, arribant a l'est de Missoula, a 259 milles (417 km) fins a Gold Creek; al nord-est pel riu Blackfoot a 270 milles (430 km) fins al llac Alva; a 253 milles (407 km) i a l'est d'Ovando a 270 milles (430 km). Es van formar dues grans llengües al sud i al nord. Al sud, la vall del Bitterroot es va omplir fins a Sula, Montana, a 286 milles (460 km). Al nord, la conca del riu Flathead es va convertir en una massa expansiva d'aigua, creant l'illa de Red Sleep Mountain (a la serralada Bison) i estenent-se al nord a 286 milles (460 km) fins a Polson a la conca de la franja de glaç Flathead i a 286 milles (460 km) remuntant el riu Little Bitterroot fins a Niarada unes 132 milles (212 km) per sobre de la desembocadura del riu Flathead a Clarks Fork.
L'aigua era profunda (mitjana: 800 peus (240 m), màxim: 2,100 peus (640 m)), fosca i tèrbola degut als sediments en suspensió. No hi ha proves de peixos. Els científics especulen que el sediment conegut com a farina de roca va crear un hàbitat aquàtic pobre. No hi ha evidència de grans mamífers, és a dir; mamuts, mastodonts i bisons podrien haver deambulat a prop, no hi ha constància que aquests animals ni éssers humans a la zona. El Clark Fork desemboca al llac Pend Oreille a 2,062 peus (628 m).

## Conques del llac Missoula
| Accés                    | Via fluvial       | Llargada | Profunditat màxima                             | Outlet | Característiques                                                            |
| ------------------------ | ----------------- | --- | ---------------------------------------------- | --- | --------------------------------------------------------------------------- |
| Clark Fork Canyon        | Clark Fork        | 92 milles (148 km) des de la presa de gel del llac Pend Oreille fins a Ninemile                                                      | 2,150 peus (660 m)                             | Bloquejat al llac Pend Orielle a Idaho | Eddy Narrows, St. Regis Notch, Ninemile Rhythmites                          |
| Conca del riu Flathead   | Riu Flathead      | 71 milles (114 km) des de Clark Fork at Paradise fins a Polson, on hi havia la glacera                                               | 1,665 peus (507 m) a Perma (comtat de Sanders) | S'uneix al riu Clark Fork a Paradise | Ninepipes Pingo Scars, Paradise Center, Bison Range, Sloan Bridge Sediments |
| Little Bitterroot Valley | Little Bitterroot | 43 milles (69 km) des del riu Flathead fins al front glacial prop de Niarada                                                         | 1,363 peus (415 m) a Camas Prairie             | S'uneix al riu Clark Fork a prop del refugi nacional de vida silvestre Ninepipe a Sloan Bridge i creua la divisió entre el Clark Fork i els rius Little Bitterroot al llac Rainbow. | Gulch Fill, Rainbow "Dog" Lake, Markle Pass Kolk, Camas Prairie Ripples     |
| Conca Missoula           | Clark Fork        | 37 milles (60 km) de Ninemile a Lolo                                                                                                 | 1,176 peus (358 m) a Ninemile                  | Entra al Clark Fork Canyon Reach inferior a Ninemile | Glacial erràtic i Strandlines                                               |
| Vall del Bitterroot      | Riu Bitterroot    | 68 milles (109 km) des de Lolo a la conca de Missoula fins a prop de Sula                                                            | 940 peus (290 m) a Lolo                        | Entra Missoula Basin a Lolo | Característiques                                                            |
| Vall del Blackfoot       | Blackfoot         | 57 milles (92 km) de Bonner a Rainy Lake al riu Clearwater i 73 milles (117 km) remuntant el riu Blackfoot fins a prop de Helmsville | 566 peus (173 m) a Potomac                     | S'uneix al riu Clark Fork | Característiques                                                            |
| Upper Clark Fork         | Clark Fork        | 55 milles (89 km) des de Bonner Flats fins a prop de Gold Creek a la carretera interestatal 90                                       | 1,197 peus (365 m) a Bonner                    | Entra a la conca de Missoula del riu Clark Fork a l'oest de Bonner | Monument a les aigües altes de Gold Creek                                   |

### Clark Fork Canyon
Aquest és resseguit per la carretera de Montana 200 fins al canyó del riu Clark Fork, 92 milles (148 km) fins a Paradise, després segueix el Clark Fork, després de 49 milles (79 km) pel Paradise-St. Regis Canyon al llarg de l'autopista 135 de Montana. A St. Regis el congost s'obre i continua cap a l'est 49 milles (79 km) amb el riu paral·lel a la carretera interestatal 90 fins a Ninemile, on s'obre a la conca de Missoula. Una branca occidental d'aquesta conca recorre el riu St. Regis unes altres 32 milles (51 km) juntament amb la Interestatal 90 fins a prop de Riverbend.
- Lookout Pass de 4,679 peus (1,426 m) per la carretera interestatal 90
- Thompson Falls: situat a l'extrem nord o oest de la conca, el riu actual travessa una capa de roca més dura, formant una cascada.

Nine Mile Rhythmites: situat a l'extrem oriental de la conca, a prop de Nine Mile. Hi ha sorres i llims de color rosa clar dipositats al fons del llac. Els dipòsits de llim es troben allà on la conca era àmplia, i quan el llac es buidà no hi arribava el curs de l'aigua que baixava riu avall. Cada capa representa un període d'aigües tranquil·les rere la presa de gel. La sèrie reflecteix cada període d'aigües tranquil·les amb el drenatge intermedi del llac. Igual que passa amb les "varves", les capes més fosques són dipòsits d'hivern, que comprenen partícules fines en aigua tranquil·la, i les capes més clares són partícules més gruixudes dels corrents estivals més actius. Aquí la quantitat de capes representa 1.000 anys de sedimentació.

### Conca Flathead
La conca Flathead tocava la cara sud de l'inlandsis. Durant la major part d'aquest període, el gel de les glacere va arribar al sud fins a Polson, cobrint la totalitat del llac Flathead. La conca desguassa de la morrena de Polson a l'extrem sud del llac Flathead, al sud fins a Ravalli, amb una gran llengua de glaç sobre el riu Little Bitterroot i una conca menor a Camas Creek prop de Perma.
- Little Money Creek Gulch Fill: sortida 96, al nord per la US 93 fins a Ravalli. Els materials gruixuts van omplir els barrancs laterals de l'estreta vall a mida que es buidava el llac Missoula; els fluxos de Foucault als barrancs tributaris van dipositar restes.[12]
- Rainbow "Dog" Lake: desguassa al Clark Fork prop de Plains. Durant l'existència del llac Missoula fou un desguàs de la conca del Little Bitterroot quan el nivell del llac va superar els 3,620 peus (1,100 m) msnm i per a la conca de Camas Prairie quan el nivell del llac superava els 3,680 peus (1,120 m). A la màxima profunditat del llac Missoula, la vall tenia una profunditat de 520-peu-deep (160 m) via fluvial. Es creu que el llac Rainbow és un llac de retirada de cascades, format per un llac amb un sallent de 100-peu (30 m). El riu Clark Fork descendí 1,700 peus (520 m) prop de Plains, formant-se un flux de 60 a 70 milles per hora (97 a 113 km/h) descendint per Boyer Creek. Es va eliminar una fina capa de roca sota una capa més resistent, fent que el marge de les cascades reculés. Això s'ha constatat per la presència de sediments que revesteixen el fons de la vall.[12]
- Camas Prairie Mega ripples - Camas Prairie és una petita conca a Camas Creek, al nord de Perma. Als nivells màxims d'aigua de l'autopista 382 a través de la praderia fins al senyal d'informació al marcador de la milla 13. Múltiples crestes llargues de sediments, 25 peus (7.6 m) d'alçada i 100 peus (30 m) a part. Altura mitjana entre 13 i 30 peus (4.0 i 9.1 m). Format durant la sortida d'aigua durant una ruptura a la presa de gel.[12] La conca de la prada de Camas es va omplir quan el llac Missoula va arribar als 2,770 peus (840 m). A mesura que l'aigua de la conca del llac Missoula va augmentar, aquesta conca va obtenir una segona sortida a través del llac Rainbow a 3,588 peus (1,094 m); Willis Gulch 3,349 peus (1,021 m); Markle Pass 3,352 peus (1,022 m); i Big Gulch 3,435 peus (1,047 m).
- Markle Pass Kolks - L'autopista de Montana 382 travessa Markle Pass entre Camas Prairie i Little Bitterroot Valley. Els kolks foren tallats a la roca mare per forts vòrtexs submergits creats quan el llac Missoula es va buidar ràpidament durant les grans inundacions. Quan els corrents semblants a un tornado van arribar al fons de la via fluvial, arrancaren roques de la superfície inferior. Aquestes restes es poden trobar aigües avall cap a Camas Prairie i el llac Burgess.[12]

### Conca Missoula
La conca s'estén des de Missoula, a l'oest fins a Ninemile i amunt la vall de Ninemile Creek. Aquest 39-milla-long (63 km) la vall s'eixampla a partir de 5 milles (8 km) a Ninemile a 10 milles (16 km) a Missoula. La part central d'aquesta conca al voltant de Missoula és 8 milles (13 km) d'amplària d'est a oest i 10 milles (16 km) de nord-sud. La conca limita amb Rattlesnake Ridge al nord i Petty Mountain al sud (oest). Hi ha línies característiques al llarg del flanc est de les valls.
- Blocs erràtics als terrenys de la Universitat de Montana[12]
- Es poden veure línies estranyes als vessants del Mont Jumbo (4,764 peus (1,452 m) snm) i Mont Sentinel (5,081 peus (1,549 m), a l'est de la vall Missoula. Aquestes línies representen els nivells del llac a mida que la presa glacial de la fossa de Purcell Trench col·lapsà i es va formar un nivell del llac més baix.[12]
- Nine Mile Rhythmites al fons del llac són visibles.

### Conca Hamilton
La conca s'estén des del sud de Conner fins a Lolo, a 57 milles (92 km) al nord. Les muntanyes Bitterroot limiten la costa oest i les muntanyes Sapphire l'est.

### Conca del riu Blackfoot
Les valls de Potomac, Greenough i Ovando - Helmville estan unides pel riu Blackfoot a l'est de Missoula. Un segon tram, aigües amunt del Clearwater, s'uneix al riu Blackfoot a Clearwater. Aquesta conca s'uneix al Clark Fork a Bonner. Les valls superiors de les conques del riu Clearwater-Blackfoot recorren 394 milles (634 km) des de Seeley Lake, cap a l'est fins al llac Browns per la ruta 83 de Montana i la ruta 200 de Montana.

### Upper Clark Fork
El Clark Fork del riu Columbia té la seva capçalera prop de Butte, a 130 milles (210 km) a l'est de Missoula. El llac Missoula va arribar a la vall, unes 55 milles (89 km) a l'est per la I-90 fins a l'est de Gold Creek. Es van formar trams més curts al llarg de les valls tributàries de Gold Creek, 13.5 milles (21.7 km) aigües amunt Flint Creek, formant una conca de 8-milla-wide (13 km), aigües amunt Lower Willow Creek i 20 milles (32 km) aigües amunt de Rock Creek.